# Lluis Folc de Cardona i Fernández de Còrdova
Lluis Folc de Cardona i Fernández de Còrdova (Tarragona, 1546 - Nàpols 1571) Noble fill de Ferran de Cardona i Beatriz Fernández de Córdoba i Figueroa.
Lluis hauria mort intestat a Nàpols el 1571 i fou succeït pel seu germà Antoni, el qual seria conegut com a Antonio II Fernández de Córdoba.

## Títols nobiliaris
- 3r Duc de Somma
- Comte de Palamós
- Baró de Bellpuig